# سليمان خالد المطوع
سليمان خالد يوسف المطوع، نائب سابق في مجلس الأمة الكويتي، وهو والد الدكتور مروان سليمان المطوع الذي شارك في انتخابات مجلس الأمة الكويتي 1999 وخسر.
خاض انتخابات مجلس الأمة الكويتي 1963 في الدائرة الثامنة، وحصل على 684 صوت وحل المركز الثالث وفاز بالانتخابات ، وشارك في انتخابات مجلس الأمة الكويتي 1967 في الدائرة الثامنة، وحصل على 207 أصوات وحل بالمركز السابع وخسر بالانتخابات ، وشارك في انتخابات مجلس الأمة الكويتي 1971 في الدائرة الثامنة، وحصل على 418 صوت وحل بالمركز السادس وخسر بالانتخابات ، وشارك في انتخابات مجلس الأمة الكويتي 1975 في الدائرة الثامنة، وحصل على 608 أصوات وحل بالمركز السابع وخسر بالانتخابات. كما يعتبر سليمان المطوع أول من زاول مهنه المحامه في دولة الكويت فقد كان رئيس جمعيه المحامين الكويتية التي تأسست في سنه 1963 واستمر حتى سنه 1983 كما ترأس المكتبين الدائمين لاتحاد المحامين العرب سنه 1965,1970 وكان من مؤسسين جمعيه الهلال الأحمر الكويتي ونادى السالميه الرياضى الكويتي